# Massimiliano Giacobbo
Pour les articles homonymes, voir Giacobbo (homonymie).
Massimiliano Giacobbo (né le 15 juillet 1974 à Cittadella dans la province de Padoue en Italie) est un ancien joueur italien de football, qui évoluait en tant que milieu de terrain.

## Biographie
Il fait ses débuts professionnels avec son club formateur de la Juventus de Turin, en Serie A, à l'âge de 17 ans le 6 juin 1993.
Il rejoint ensuite le club de Foggia Calcio, ainsi que diverses équipes de Serie C1 et de Serie B.
Il termine sa carrière pour le club de sa ville natale, le Cittadella Calcio.